# Тикарам, Танита
Тани́та Тикара́м (англ. Tanita Tikaram; род. 12 августа 1969 года, Мюнстер, Германия) — британская поп/фолк-певица и автор песен, прославившаяся своими хитами «Twist in my Sobriety» и «Good Tradition» из дебютного альбома «Ancient Heart».

## Биография
Отец певицы Прамод Тикарам был по происхождению индийцем с островов Фиджи, находившимся в Германии в качестве военнослужащего британских вооружённых сил; мать Таниты была родом из Малайзии. По отцовской линии Танита Тикарам приходится внучатой племянницей сэру Моти Тикараму, многолетнему члену Верховного суда и председателю Апелляционного суда Фиджи. Родной брат Таниты, Рамон Тикарам — известный британский актёр.
Проведя детство в Германии, Танита затем вернулась с семьёй в Великобританию, училась в школе в графстве Хэмпшир. Предполагалось, что она продолжит образование в Манчестерском университете, изучая английскую литературу, но Тикарам предпочла музыкальную карьеру и уже в 19-летнем возрасте записала первый альбом. Альбом Ancient Heart оказался крайне успешным: прежде всего, за счёт несомненного хита Twist in my Sobriety. В дальнейшей карьере, однако, повторить такой успех певице не удалось.

## Дискография
- 1988 — Ancient Heart
- 1990 — The Sweet Keeper
- 1991 — Everybody's Angel
- 1992 — Eleven Kinds of Loneliness
- 1995 — Lovers In The City (1995)
- 1998 — The Cappuccino Songs
- 2005 — Sentimental
- 2012 — Can't Go Back
- 2016 — Closer to the People

## Другие работы

### В музыке
- Подголосок в песне «That’s Why I’m Leaving Here» из альбома 1989 года Brendan Croker and The 5 O’Clock Shadows одноимённого коллектива.
- Записала кавер на «Loving You» Элвиса Пресли, включённый в трибьют 1990 года The Last Temptation of Elvis.
- Танита Тикарам написала песню «I Never Will Know» и исполнила её вместе с Марком Айшемом в его альбоме 1990 года Mark Isham. Её голос также звучит в песне «Blue Moon».
- Совместно с Пьером Шоттом в 1992 году исполнила его «Je Te Voudrai Quand Même» в альбоме Le Nouveau Monde, позднее вышедшую отдельным синглом.
- Для альбома The Way Through The Woods Writer группы Brontë Brothers в 1993 году написала песню «Live A Little More», а годом позже придумала для неё новую аранжировку, выпущенную отдельным синглом.
- Вместе с Марком Кресвеллом в том же году сочинила ещё три композиции для Brontë Brothers: «Beneath The August Moon», «A Winner Too» и «Need This Lover Growing».
- Выступила приглашённым исполнителем «It’s Too Late» в альбоме Нэнси Гриффит в 1993 году.
- В 1995 году для альбома Кристи Хеннесси Lord Of Your Eyes приняла участие в записи песни «I’m Looking Up To You» (в Ирландии выпущена синглом).
- Песня «My Love Tonight», выпущенная в альбоме Тикарам Lovers In The City, была написана для выставки Abitare Il Tempo в Милане.
- В 1997 году совместно с дуэтом Moodswings записала песню «Redemption Song (Oh Happy Day)» для их альбома Psychedelicatessen.
- Приняла участие в серии передач BBC Texts In Time: Picture in the Poem, положив на музыку стихотворение «Not Waving But Drowning» английской поэтессы Стиви Смит[5]. В 1995 году песня вышла на сингле Тикарам «I Might Be Crying».
- Для итальянской выставки Viaggio di Italia Танита Тикарам в 1995 году написала песню «Have You Lost Your Way?», изданную позднее на её сингле «Wonderful Shadow».
- В 1997 году спела дуэтом с Кристиано Прунасом, записав сингл «Dove Sei».

### В кино
- Тикарам записала кавер-версию «Poor Wandering One» из оперы «Пираты Пензанса» для фильма компании Дисней, однако песня не была выпущена. Позже она должна была войти в саундтрек «Руки, качающей колыбель», но в картине прозвучало чужое исполнение.
- Песня Тикарам «Twist in my Sobriety» звучит в фильме «Бандиты» 2001 года, «Дикая любовь», а «Don’t Shake Me Up» — в «Принцессе специй» 2005 года, а также в сериале «Дневник доктора Зайцевой», и в одном из эпизодов сериала «Полиция Майами».
- Выступила сопродюсером короткометражной документальной драмы «Солас» (англ. Solace) режиссёра Джаред Кетсиан, выпущенной в 2005 году.
- Сыграла ресторанную певицу во французском фильме «Прощай, Марокко» (Goodbye Morocco) режиссёра Надир Мокнеш, исполнив песню Нэта Кинга Коула «Blue Gardenia»[6].

## Влияние
По признанию Таниты, она считает себя продолжателем песенных традиций Джони Митчелл, Вана Моррисона, Леонарда Коэна и Рики Ли Джонс.

## Личная жизнь
Став знаменитой, Тикарам переехала из Хэмпшира в Лондон, где с тех пор и проживает.
В опубликованном в 2017 году интервью популярному ЛГБТ-журналу Diva певица сообщила, что последние на тот момент пять лет состоит в отношениях с художницей Наташей Хорн.